# Europa-Radbahn

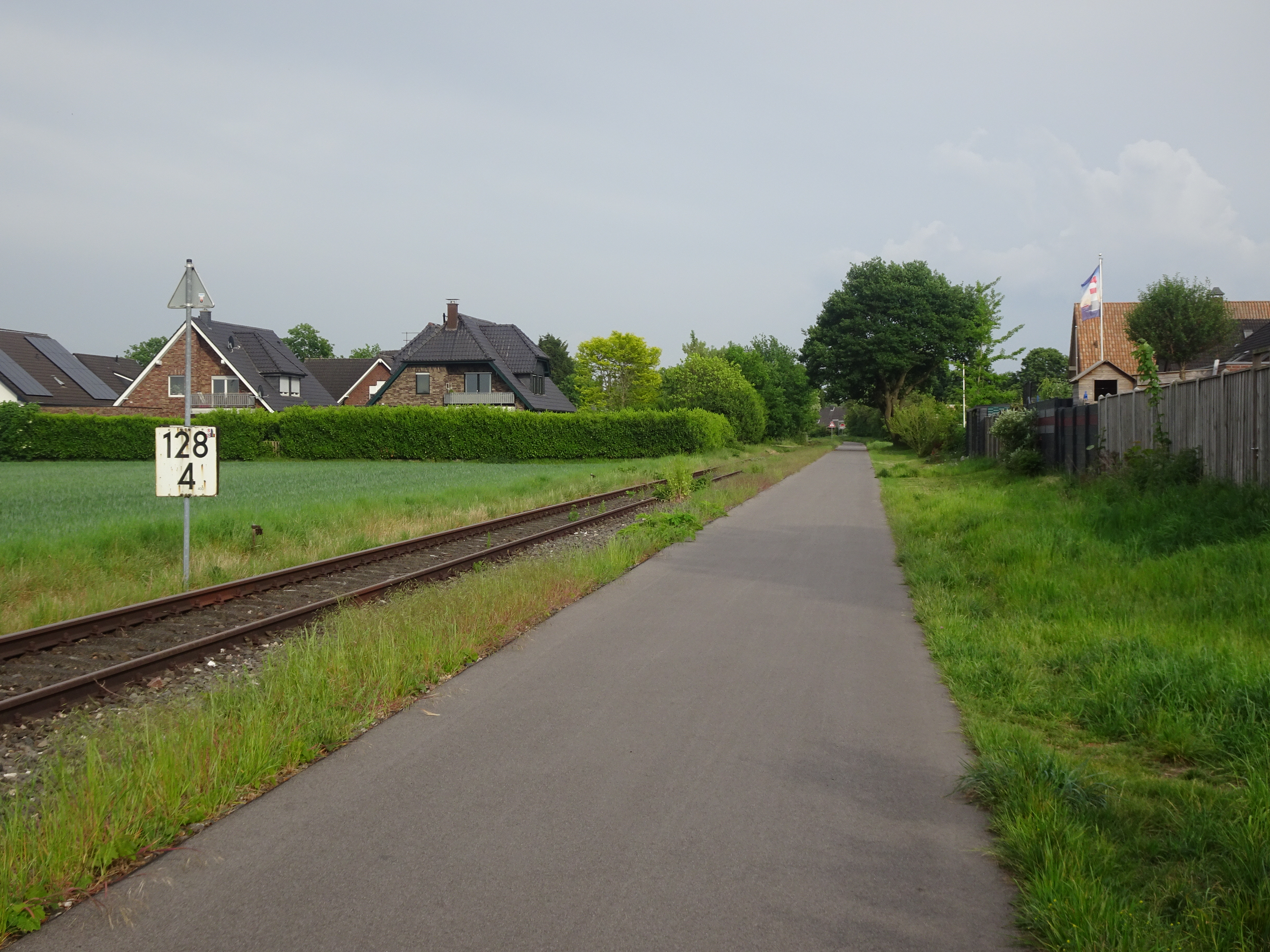
Streckenabschnitt der Europa-Radbahn in Kranenburg

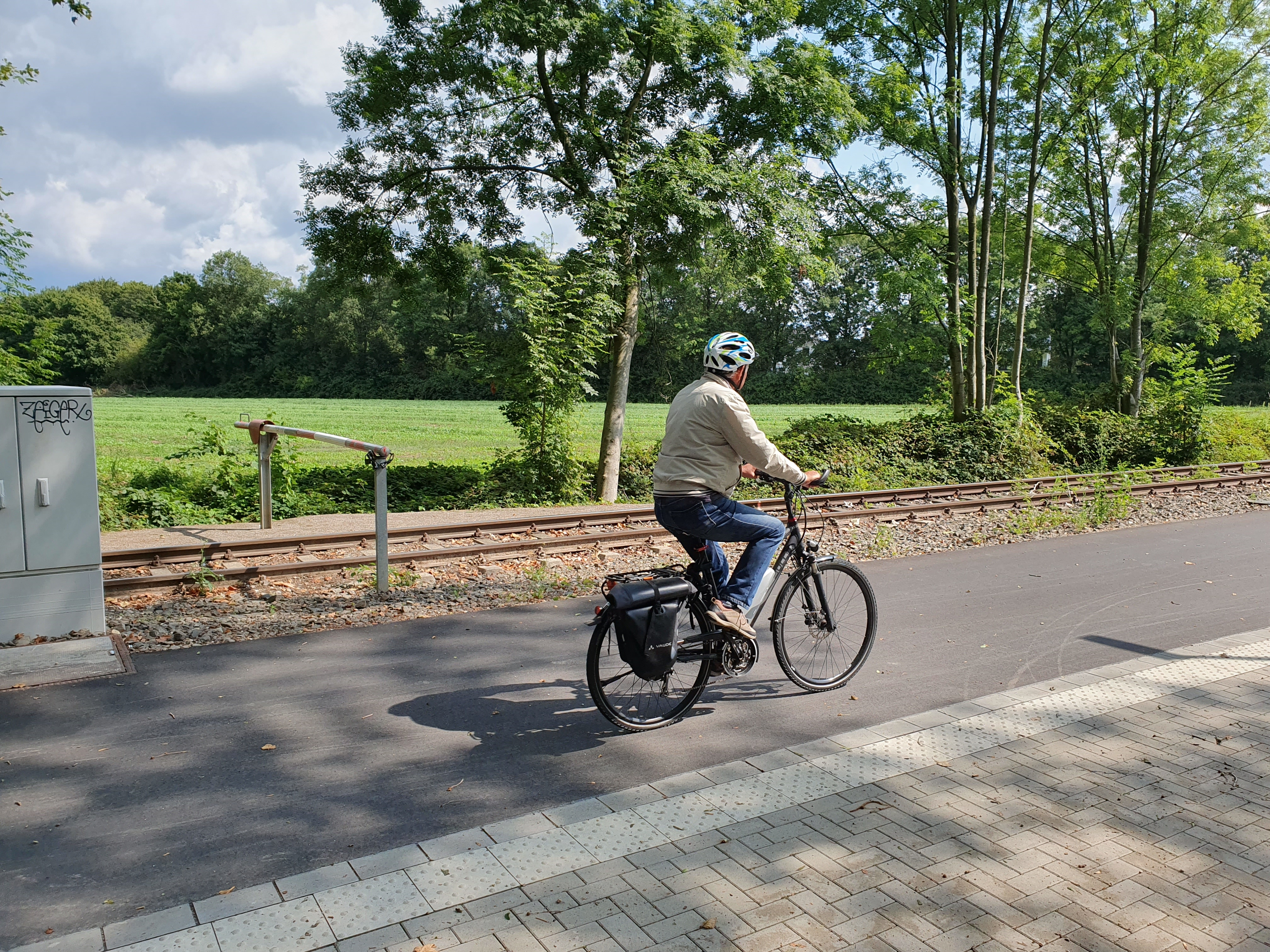
Radfahrer auf der Europa-Radbahn

Die Europa-Radbahn ist ein Radweg zwischen den Städten Kleve am Niederrhein und Nijmegen in den Niederlanden. Die Radbahn wurde im Juni 2019 nach dreijähriger Bauzeit offiziell eröffnet.

## Beschreibung
Sie liegt entlang der ehemaligen Bahnstrecke Kleve–Nijmegen. Die Gesamtlänge der Radwege beträgt 23,5 km (davon 11 Kilometer als Europa-Radbahn), die sich auf die Gemeinden Berg en Dal (NL), Kranenburg und deren Nachbarstädte Kleve und Nijmegen aufteilen. Die Fahrzeit von Nijmegen nach Kleve dauert etwa 1,5 Stunden.
Eine Besonderheit dieser Radbahn zwischen Kleve und Kranenburg ist, dass Radfahrer an vielen Stellen Vorrang vor dem motorisierten Individualverkehr haben, zum Beispiel durch Vorrangschaltungen für Radfahrer an Lichtsignalanlagen an Kreuzungen, um die Fahrzeiten für Radfahrer kurz zu halten.